# Eccellenza Emilia-Romagna 2020-2021
Il campionato italiano di calcio di Eccellenza regionale 2020-2021 è stato il trentesimo organizzato in Italia. Rappresenta il quinto livello del calcio italiano. 

## Stagione
Questa stagione inizia in ritardo di un mese rispetto alle precedenti per i motivi legati al COVID-19, così si è deciso di portare le squadre da 36 a 42, divise, però, in tre gironi da 14 squadre, nel tentativo di accorciare questa stagione per poi tornare, causa le cinque retrocessioni per girone, alle consuete 36 squadre in due gironi per la prossima stagione. Quindi, i sei posti, lasciati liberi dalle tre promosse (compreso il ripescato Corticella), dalle due retrocesse e dalla rinuncia della Folgore Rubiera San Fao, diventano dodici e sono stati occupati dalle due retrocesse dalla Serie D 2019-2020 (Alfonsine e Savignanese), dalle quattro promosse (Fidentina, Modenese, Valsanterno e Russi) e dalle sei ripescate aventi diritto dalla Promozione (Salsomaggiore, Campagnola, San. Pietro in Vincoli, Calcio Cotignola, Vignolese 1907 e Anzolavino). All'ultimo si è iscritta la Vigor Carpaneto rinunciando alla Serie D 2020-2021, portando il girone A a 15 squadre per un totale di 43 squadre. Il Calcio Del Duca Ribelle diventa Calcio Del Duca Grama e il Vadese Zola diventa Vadese Sole Luna.
A seguito del DPCM del 24 ottobre 2020 sull'aggravarsi della pandemia di COVID-19 del 2020 in Italia, il calcio dilettantistico è stato sospeso fino al 24 novembre 2020. Al fine di contenere l'emergenza COVID-19, la LND ha disposto la sospensione dei campionati dilettantistici fino a data da destinarsi.
Nel marzo 2021 viene decisa la cancellazione dei risultati acquisiti e la ripartenza su base volontaria, con un nuovo format, dal 18 aprile 2021, con sole partite di andata.

## Stagione prima della sospensione

### Girone A

#### Squadre partecipanti
| Club                     | Città                                       | Stadio                                   | Stagione precedente                           |
| ------------------------ | ------------------------------------------- | ---------------------------------------- | --------------------------------------------- |
| Agazzanese               | Agazzano (PC)                               | Campo "F. Baldini"                       | 14º posto in Eccellenza Emilia-Romagna gir. A |
| Arcetana                 | Arceto di Scandiano (RE)                    | Campo comunale                           | 11º posto in Eccellenza Emilia-Romagna gir. A |
| Bibbiano San Polo        | Bibbiano (RE)                               | Stadio ("A") "Bedogni"                   | 10º posto in Eccellenza Emilia-Romagna gir. A |
| Borgo San Donnino        | Fidenza (PR)                                | Campo "Ballotta" ("A")                   | 13º posto in Eccellenza Emilia-Romagna gir. A |
| Campagnola               | Campagnola Emilia (RE)                      | Campo "E. Sabbadini"                     | 2º posto in Promozione Emilia-Romagna gir. B  |
| Cittadella Vis San Paolo | Modena                                      | Campo "Botti"                            | 11º posto in Eccellenza Emilia-Romagna gir. A |
| Colorno                  | Colorno (PR)                                | Stadio C. Centro Form. Federale Figc Lnd | 2º posto in Eccellenza Emilia-Romagna gir. A  |
| Felino                   | Felino (PR)                                 | Campo "Bonfanti"                         | 15º posto in Eccellenza Emilia-Romagna gir. A |
| Fidentina                | Fidenza (PR)                                | Campo "D. Ballotta" ("A")                | 1º posto in Promozione Emilia-Romagna gir. A  |
| Nibbiano & Valtidone     | Nibbiano di Alta Val Tidone (PC)            | Campo "F.lli Curtoni"-Borgonovo Val T.   | 3º posto in Eccellenza Emilia-Romagna gir. A  |
| San Michelese            | San Michele dei Mucchietti di Sassuolo (MO) | Campo sintetico "Zanti"                  | 4º posto in Eccellenza Emilia-Romagna gir. A  |
| Piccardo Traversetolo    | Traversetolo (PR)                           | Campo nuovo "S. Tesauri"                 | 5º posto in Eccellenza Emilia-Romagna gir. A  |
| Rolo                     | Rolo (RE)                                   | Campo comunale ("B")                     | 7º posto in Eccellenza Emilia-Romagna gir. A  |
| Salsomaggiore            | Salsomaggiore (PR)                          | Campo "C. Francani"                      | 2º posto in Promozione Emilia-Romagna gir. A  |
| Vigor Carpaneto          | Carpaneto Piacentino (PC)                   | Stadio comunale                          | 12º posto in Serie D/D                        |

#### Classifica
|  | Pos. | Squadra                  | Pt | G | V | N | P | GF | GS | DR |
|  | ---- | ------------------------ | -- | - | - | - | - | -- | -- | -- |
|  | 1.   | Rolo                     | 6  | 2 | 2 | 0 | 0 | 4  | 2  | +2 |
|  | 2.   | Colorno                  | 3  | 1 | 1 | 0 | 0 | 3  | 1  | +2 |
|  | 3.   | Borgo San Donnino        | 3  | 1 | 1 | 0 | 0 | 3  | 1  | +2 |
|  | 4.   | Felino                   | 3  | 2 | 1 | 0 | 1 | 2  | 2  | 0  |
|  | 5.   | Salsomaggiore            | 3  | 2 | 1 | 0 | 1 | 3  | 4  | -1 |
|  | 6.   | Campagnola               | 2  | 2 | 0 | 2 | 0 | 2  | 2  | 0  |
|  | 7.   | Bibbiano San Polo        | 1  | 1 | 0 | 1 | 0 | 2  | 2  | 0  |
|  | 8.   | Agazzanese               | 1  | 1 | 0 | 1 | 0 | 0  | 0  | 0  |
|  | 9.   | Fidentina                | 0  | 0 | 0 | 0 | 0 | 0  | 0  | 0  |
|  | 10.  | Nibbiano & Valtidone     | 0  | 0 | 0 | 0 | 0 | 0  | 0  | 0  |
|  | 11.  | Piccardo Traversetolo    | 0  | 0 | 0 | 0 | 0 | 0  | 0  | 0  |
|  | 12.  | Arcetana                 | 0  | 1 | 0 | 0 | 1 | 0  | 1  | -1 |
|  | 13.  | Cittadella Vis San Paolo | 0  | 1 | 0 | 0 | 1 | 1  | 2  | -1 |
|  | 14.  | Vigor Carpaneto          | 0  | 1 | 0 | 0 | 1 | 1  | 2  | -1 |
|  | 15.  | Sanmichelese             | 0  | 1 | 0 | 0 | 1 | 1  | 3  | -2 |

Legenda:
      Promosso in Serie D 2021-2022.
      Retrocesso in Promozione 2021-2022.
Regolamento:
Tre punti a vittoria, uno a pareggio, zero a sconfitta.

#### Risultati

##### Tabellone
|                          | Aga  | Arc  | Bib  | Bor  | Cam  | Cit  | Col  | Fel  | Fid  | Nib  | PSM  | Pic  | Rol  | Sal  | VCa  |
| ------------------------ | ---- | ---- | ---- | ---- | ---- | ---- | ---- | ---- | ---- | ---- | ---- | ---- | ---- | ---- | ---- |
| Agazzanese               | –––– | -    | -    | -    | -    | -    | r    | -    | -    | -    | -    | -    | -    | -    | -    |
| Arcetana                 | -    | –––– | -    | -    | -    | -    | -    | 0-1  | -    | r    | -    | -    | -    | -    | -    |
| Bibbiano-San Polo        | -    | -    | –––– | -    | 2-2  | -    | -    | -    | -    | -    | -    | -    | -    | -    | -    |
| Borgo San Donnino        | -    | -    | -    | –––– | -    | -    | -    | r    | -    | -    | 3-1  | -    | -    | -    | -    |
| Campagnola               | 0-0  | -    | -    | -    | –––– | r    |      | -    | -    | -    | -    | -    | -    | -    | -    |
| Cittadella Vis San Paolo | -    | -    | -    | r    | -    | –––– | -    | -    | -    | -    | -    | -    | -    | -    | -    |
| Colorno                  | -    | -    | -    | -    | -    | -    | –––– | -    | -    | -    | -    | -    | -    | 3-1  | -    |
| Felino                   | -    | -    | -    | -    | -    | -    | -    | –––– | -    | -    | -    | -    | 1-2  | -    | -    |
| Fidentina                | -    | r    | -    | -    | -    | -    | -    | -    | –––– | -    | -    | r    | -    | -    | -    |
| Nibbiano & Valtidone     | -    | -    | r    | -    | -    | -    | -    | -    | -    | –––– | -    | -    | -    | -    | -    |
| San Michelese            | -    | -    | -    | -    | -    | -    | -    | -    | -    | -    | –––– | r    | -    | -    | -    |
| Piccardo e Traversetolo  | -    | -    | -    | -    | -    | -    | -    | -    | -    | -    | -    | –––– | -    | -    | r    |
| Rolo                     | -    | -    | r    | -    | -    | -    | -    | -    | -    | -    | -    | -    | –––– | -    | 2-1  |
| Salsomaggiore            | -    | -    | -    | -    | -    | 2-1  | -    | -    | r    | -    | -    | -    | -    | –––– | -    |
| Vigor Carpaneto          | -    | -    | -    | -    | -    | -    | -    | -    | -    | r    | -    | -    | -    | -    | –––– |

### Girone B

#### Squadre partecipanti
| Club                  | Città                                | Stadio                        | Stagione precedente                           |
| --------------------- | ------------------------------------ | ----------------------------- | --------------------------------------------- |
| Anzolavino            | Anzola dell'Emilia (BO)              | Campo comunale "1"            | 3º posto in Promozione Emilia-Romagna gir. C  |
| Castelvetro           | Castelvetro di Modena (MO)           | Campo sintetico "Venturelli"  | 16º posto in Eccellenza Emilia-Romagna gir. A |
| Castenaso             | Castenaso (BO)                       | Campo "Negrini" (sintetico)   | 7º posto in Eccellenza Emilia-Romagna gir. B  |
| Copparese             | Copparo (FE)                         | Stadio "D. Preziosa"          | 14º posto in Eccellenza Emilia-Romagna gir. B |
| Granamica             | Minerbio (BO)                        | Campo "G. Soverini"           | 6º posto in Eccellenza Emilia-Romagna gir. B  |
| Masi Torello Voghiera | Masi Torello (FE)                    | Stadio "Villani"              | 11º posto in Eccellenza Emilia-Romagna gir. B |
| Medicina-Fossatone    | Medicina (BO)                        | Stadio "E. Bambi"             | 8º posto in Eccellenza Emilia-Romagna gir. B  |
| Modenese              | Modena                               | Stadio "Morselli"             | 1º posto in Promozione Emilia-Romagna gir. B  |
| Real Formigine        | Formigine (MO)                       | Stadio "Pincelli"             | 6º posto in Eccellenza Emilia-Romagna gir. A  |
| S. Agostino           | Sant'Agostino di Terre del Reno (FE) | Campo comunale                | 11º posto in Eccellenza Emilia-Romagna gir. B |
| San Felice            | San Felice sul Panaro (MO)           | Campo "L. Bergamini"          | 8º posto in Eccellenza Emilia-Romagna gir. A  |
| Vadese Sole Luna      | Vado di Monzuno (BO)                 | Stadio sintetico "G. Foresti" | 13º posto in Eccellenza Emilia-Romagna gir. B |
| Vignolese 1907        | Vignola (MO)                         | Stadio "Caduti di Superga"    | 3º posto in Promozione Emilia-Romagna gir. B  |
| Virtus Castelfranco   | Castelfranco Emilia (MO)             | Campo "Ferrarini" ("A")       | 9º posto in Eccellenza Emilia-Romagna gir. A  |

#### Classifica
|  | Pos. | Squadra               | Pt | G | V | N | P | GF | GS | DR |
|  | ---- | --------------------- | -- | - | - | - | - | -- | -- | -- |
|  | 1.   | Granamica             | 7  | 3 | 2 | 1 | 0 | 9  | 1  | +8 |
|  | 2.   | Vignolese 1907        | 4  | 2 | 1 | 1 | 0 | 2  | 1  | +1 |
|  | 3.   | Castelvetro           | 3  | 1 | 1 | 0 | 0 | 4  | 1  | +3 |
|  | 4.   | Real Formigine        | 3  | 1 | 1 | 0 | 0 | 4  | 1  | +3 |
|  | 5.   | S. Agostino           | 1  | 1 | 0 | 1 | 0 | 1  | 1  | 0  |
|  | 6.   | Virtus Castelfranco   | 1  | 1 | 0 | 1 | 0 | 0  | 0  | 0  |
|  | 7.   | Masi Torello Voghiera | 1  | 2 | 0 | 1 | 1 | 1  | 3  | -2 |
|  | 8.   | San Felice            | 1  | 2 | 0 | 1 | 1 | 1  | 4  | -3 |
|  | 9.   | Castenaso             | 0  | 0 | 0 | 0 | 0 | 0  | 0  | 0  |
|  | 10.  | Copparese             | 0  | 0 | 0 | 0 | 0 | 0  | 0  | 0  |
|  | 11.  | Vadese Sole Luna      | 0  | 0 | 0 | 0 | 0 | 0  | 0  | 0  |
|  | 12.  | Anzolavino            | 0  | 1 | 0 | 0 | 1 | 1  | 2  | -1 |
|  | 13.  | Modenese              | 0  | 1 | 0 | 0 | 1 | 0  | 3  | -3 |
|  | 14.  | Medicina-Fossatone    | 0  | 1 | 0 | 0 | 1 | 0  | 5  | -5 |

Legenda:
      Promosso in Serie D 2020-2021.
      Retrocesso in Promozione 2020-2021.
Regolamento:
Tre punti a vittoria, uno a pareggio, zero a sconfitta.

#### Risultati

##### Tabellone
|                      | Anz  | Cas  | CaC  | Cop  | Gra  | MTV  | Med  | Mod  | ReF  | SAg  | SFe  | Vad  | Vig  | Vir  |
| -------------------- | ---- | ---- | ---- | ---- | ---- | ---- | ---- | ---- | ---- | ---- | ---- | ---- | ---- | ---- |
| Anzolavino           | –––– | -    | -    | -    | -    | -    | -    | -    | -    | -    | -    | -    | 1-2  | -    |
| Castelvetro          | r    | –––– | -    | -    | -    | -    | -    | -    | -    | -    | 4-1  | -    | -    | -    |
| Castenaso            | -    | -    | –––– | -    | -    | -    | -    | -    | -    | r    | -    | r    | -    | -    |
| Copparese            | -    | -    | -    | –––– | -    | -    | -    | -    | r    | -    | r    | -    | -    | -    |
| Granamica            | -    | -    | -    | -    | –––– | -    | -    | 3-0  | -    | 1-1  | -    | -    | -    | -    |
| Masi Torello Voghera | -    | -    | -    | -    | -    | –––– | r    | -    | 1-3  | -    | -    | -    | -    | -    |
| Medicina-Fossatone   | -    | -    | -    | -    | 0-5  | -    | –––– | r    | -    | -    | -    | -    | -    | -    |
| Modenese             | -    | -    | -    | r    | -    | -    | -    | –––– | -    | -    | -    | -    | -    | -    |
| Real Formigine       | -    | -    | r    | -    | -    | -    | -    | -    | –––– | -    | -    | -    | -    | -    |
| S. Agostino          | -    | r    | -    | -    | -    | -    | -    | -    | -    | –––– | -    | -    | -    | -    |
| San Felice           | -    | -    | -    | -    | -    | -    | -    | -    | -    | -    | –––– | -    | -    | 0-0  |
| Vadese Sole Luna     | r    | -    | -    | -    | -    | -    | -    | -    | -    | -    | -    | –––– | -    | -    |
| Vignolese 1907       | -    | -    | -    | -    | -    | 0-0  | -    | -    | -    | -    | -    | -    | –––– | -    |
| Virtus Castelfranco  | -    | -    | -    | -    | -    | -    | -    | -    | -    | -    | -    | r    | r    | –––– |

### Girone C

#### Squadre partecipanti
| Club                  | Città                            | Stadio                       | Stagione precedente                           |
| --------------------- | -------------------------------- | ---------------------------- | --------------------------------------------- |
| Alfonsine             | Alfonsine (RA)                   | Stadio Brigata Cremona       | 17º posto in Serie D/D                        |
| Argentana             | Argenta (FE)                     | Stadio "L. Mongardi"         | 10º posto in Eccellenza Emilia-Romagna gir. B |
| Del Duca Grama        | Cannuzzo di Cervia (RA)          | Campo comunale "Brighi"      | 5º posto in Eccellenza Emilia-Romagna gir. B  |
| Classe                | Classe di Ravenna                | Campo comunale N° 1          | 17º posto in Eccellenza Emilia-Romagna gir. B |
| Cotignola             | Cotignola (RA)                   | Stadio "A. Dalmonte"         | 2º posto in Promozione Emilia-Romagna gir. C  |
| Diegaro               | Diegaro di Cesena (FC)           | Campo comunale               | 3º posto in Eccellenza Emilia-Romagna gir. B  |
| Futball Cava Ronco    | Forlì                            | Campo sintetico "Morgagni"   | 16º posto in Eccellenza Emilia-Romagna gir. B |
| Fya Riccione          | Riccione (RN)                    | Stadio sintetico "Nicoletti" | 4º posto in Eccellenza Emilia-Romagna gir. B  |
| Russi                 | Russi (RA)                       | Stadio "Bruno Bucci          | 1º posto in Promozione Emilia-Romagna gir.D   |
| San Pietro in Vincoli | San Pietro in Vincoli di Ravenna | Campo comunale "A"           | 2º posto in Promozione Emilia-Romagna gir. D  |
| Sampaimola            | Imola (BO)                       | Campo "Dalle Vacche"         | 9º posto in Eccellenza Emilia-Romagna gir. B  |
| Savignenese           | Savignano sul Rubicone (FC)      | Stadio "Giuseppe Capanni"    | 18º posto in Serie D/D                        |
| Tropical Coriano      | Coriano (RN)                     | Campo "D. Grandi" ("A")      | 15º posto in Eccellenza Emilia-Romagna gir. B |
| Valsanterno           | Borgo Tossignano (BO)            | Campo comunale               | 1º posto in Promozione Emilia-Romagna gir. C  |

#### Classifica
|  | Pos. | Squadra               | Pt | G | V | N | P | GF | GS | DR |
|  | ---- | --------------------- | -- | - | - | - | - | -- | -- | -- |
|  | 1.   | Valsanterno           | 9  | 3 | 3 | 0 | 0 | 7  | 2  | +5 |
|  | 2.   | Alfonsine             | 7  | 3 | 2 | 1 | 0 | 4  | 2  | +2 |
|  | 3.   | Del Duca Grama        | 4  | 2 | 1 | 1 | 0 | 3  | 2  | +1 |
|  | 4.   | Sampaimola            | 4  | 2 | 1 | 1 | 0 | 2  | 1  | +1 |
|  | 5.   | Diegaro               | 4  | 3 | 1 | 1 | 1 | 4  | 4  | 0  |
|  | 6.   | Tropical Coriano      | 4  | 3 | 1 | 1 | 1 | 4  | 4  | 0  |
|  | 7.   | Savignanese           | 3  | 1 | 1 | 0 | 0 | 4  | 0  | +4 |
|  | 8.   | Russi                 | 3  | 1 | 1 | 0 | 0 | 2  | 0  | +2 |
|  | 9.   | San Pietro in Vincoli | 3  | 2 | 1 | 0 | 1 | 2  | 2  | 0  |
|  | 10.  | Classe                | 3  | 3 | 1 | 0 | 2 | 3  | 4  | -1 |
|  | 11.  | Fya Riccione          | 1  | 2 | 0 | 1 | 1 | 2  | 3  | -1 |
|  | 12.  | Cotignola             | 0  | 3 | 0 | 0 | 3 | 1  | 4  | -3 |
|  | 13.  | Argentana             | 0  | 1 | 0 | 0 | 1 | 0  | 4  | -4 |
|  | 14.  | Futball Cava Ronco    | 0  | 3 | 0 | 0 | 3 | 1  | 7  | -6 |

Legenda:
      Promosso in Serie D 2020-2021.
      Retrocesso in Promozione 2020-2021.
Regolamento:
Tre punti a vittoria, uno a pareggio, zero a sconfitta.

#### Risultati

##### Tabellone
|                       | Alf  | Arg  | Cot  | Cla | DDG  | Die  | FCR  | Fya  | Rus  | SPV  | SaP  | Sav  | Tro  | Val  |
| --------------------- | ---- | ---- | ---- | --- | ---- | ---- | ---- | ---- | ---- | ---- | ---- | ---- | ---- | ---- |
| Alfonsine             | –––– | -    | -    | -   | 1-1  | -    | -    | -    | -    | -    | -    | -    | -    | -    |
| Argentana             | -    | –––– | -    | -   | -    | -    | -    | -    | -    | r    | -    | 0-4  | -    | -    |
| Cotignola             | -    | -    | –––– | -   | -    | -    | -    | -    | -    | -    | -    | -    | 0-1  | -    |
| Classe                | 1-2  | -    | -    |     | 1-2  | -    | 1-0  | -    | -    | -    | -    | -    | -    | -    |
| Del Duca Grama        | -    | r    | -    | -   | –––– | -    |      | -    | -    | -    | -    | -    | -    | -    |
| Diegaro               | -    | -    | -    | -   | -    | –––– | -    | -    | -    | -    | 1-1  | -    | 2-1  | -    |
| Futball Cava Ronco    | -    | -    | -    | -   | -    | -    | –––– | -    | -    | -    | -    | -    | -    | 1-4  |
| Fya Riccione          | 0-1  | -    | -    | -   | -    | -    | -    | –––– | -    | -    | -    | r    | -    | -    |
| Russi                 | -    | -    | -    | -   | -    | -    | 2-0  | -    | –––– | -    | r    | -    | -    | -    |
| San Pietro in Vincoli | -    | -    | -    | -   | -    | 2-1  | -    | -    | -    | –––– | -    | -    | -    | -    |
| Sanpaimola            | -    | -    | 1-0  | -   | -    | -    | -    | -    | -    | -    | –––– | -    | -    | -    |
| Savignanese           | -    | -    | -    | -   | -    | -    | -    | -    | r    | -    | -    | –––– | -    | -    |
| Tropical Coriano      | -    | -    | -    | -   | -    | -    | -    | 2-2  | -    | -    | -    | -    | –––– | -    |
| Valsanterno           | -    | -    | 2-1  | -   | -    | -    | -    | -    | -    | 1-0  | -    | -    | -    | –––– |

## Ripresa in primavera e nuova formula
A marzo 2021 il Comitato Regionale rende note le modalità di ripresa con la nuova formula. Le società possono scegliere se riprendere oppure terminare la stagione, in ogni caso non ci saranno retrocessioni in Promozione.
Dopo le adesioni si forma un girone comprensivo di tutte le undici squadre che aderiscono, con partite di sola andata. La squadra prima classificata al termine sarà promossa in Serie D 2021-2022. 
La partenza è fissata per il 18 aprile, l'ultima giornata invece il 6 giugno. Per quanto riguarda gli orari si giocherà alle 15.30 dal 18 aprile e alle 16.30 dal 2 maggio.

### Girone Unico

#### Classifica finale
|  | Pos. | Squadra                  | Pt | G  | V  | N | P | GF | GS | DR  |
|  | ---- | ------------------------ | -- | -- | -- | - | - | -- | -- | --- |
|  | 1.   | Borgo San Donnino        | 30 | 10 | 10 | 0 | 0 | 26 | 6  | +20 |
|  | 2.   | Piccardo Traversetolo    | 22 | 10 | 7  | 1 | 2 | 24 | 13 | +11 |
|  | 3.   | Colorno                  | 18 | 10 | 6  | 0 | 4 | 18 | 12 | +6  |
|  | 4.   | Cittadella Vis San Paolo | 16 | 10 | 5  | 1 | 4 | 19 | 17 | +2  |
|  | 5.   | Savignanese              | 15 | 10 | 4  | 3 | 3 | 15 | 14 | +1  |
|  | 6.   | Real Formigine           | 13 | 10 | 3  | 4 | 3 | 16 | 15 | +1  |
|  | 7.   | Del Duca Grama           | 12 | 10 | 3  | 3 | 4 | 13 | 16 | -3  |
|  | 8.   | Virtus Castelfranco      | 11 | 10 | 3  | 2 | 5 | 17 | 17 | +0  |
|  | 9.   | Castenaso                | 8  | 10 | 2  | 2 | 6 | 15 | 24 | -9  |
|  | 10.  | Salsomaggiore            | 7  | 10 | 2  | 1 | 7 | 9  | 16 | -7  |
|  | 11.  | Alfonsine (-1)           | 2  | 10 | 0  | 3 | 7 | 8  | 30 | -22 |

Legenda:
      Promossa in Serie D 2021-2022.
Regolamento:
Tre punti a vittoria, uno a pareggio, zero a sconfitta.
In caso di arrivo di due o più squadre a pari punti, la graduatoria verrà stilata secondo la classifica avulsa tra le squadre interessate che prevede, in ordine, i seguenti criteri:
- Punti negli scontri diretti.
- Differenza reti negli scontri diretti.
- Differenza reti generale.
- Reti realizzate in generale.
- Sorteggio.

Note:
L'Alfonsine ha scontato 1 punto di penalizzazione.